# Álvaro Luiz Maior de Aquino
Álvaro Luiz Maior de Aquino (* 29. April 1979 in Mariápolis, RJ), kurz Álvaro, ist ein ehemaliger brasilianischer Fußballspieler.

## Spielerkarriere

### Brasilien
Álvaro stammt aus der Jugend des großen FC São Paulo, mit dem er 2 Meistertitel erringen konnte, an denen er allerdings kaum Anteil hatte. Während beider Spielzeiten war er an andere brasilianische Clubs für eine Saisonhälfte ausgeliehen.

### Spanien
Im Jahr 2000 gelang Álvaro der Sprung nach Europa. Obwohl er sich einen Stammplatz beim spanischen Erstligisten UD Las Palmas erspielen konnte, war seine erste Saison außerhalb Brasiliens alles andere als glücklich verlaufen. So kam während der Saison heraus, dass er seinen EU-Pass gefälscht hatte. Dies führte zu Beschwerden durch andere Teams wie Racing Santander. In der Saison 2000/2001 musste er wegen dieser Fälschungs-Affäre einige Spiele aussetzen. Um die Wogen zu glätten, wurde Álvaro für das Jahr 2001 in seine brasilianische Heimat verliehen (an Atlético Mineiro), wo er Meister wurde.
Nach dem Abstieg der Kanarier 2003 zog es Álvaro zu Real Saragossa, das gerade erst aufgestiegen war. Dort verbrachte er drei erfolgreiche Jahre mit dem Titelgewinn in der Copa del Rey 2004 und dem Gewinn des Spanischen Supercup im gleichen Jahr gegen den FC Valencia gekrönt.
Ab 2006 spielte Álvaro für UD Levante. Im Januar 2008 sollte er an den englischen Club Newcastle United verkauft werden, bedingt durch die Zahlungsschwierigkeiten der Levantiner, was sich jedoch in Wohlgefallen auflöste.
Nach dem Abstieg am Saisonende durfte er den Verein aufgrund dessen finanzieller Probleme verlassen und ging zurück in seine brasilianische Heimat, wo er einen Vertrag bei Internacional Porto Alegre unterschrieb. Noch im Zuge der Austragung der Série A 2009 wechselte Álvaro zum Ligakonkurrenten Flamengo Rio de Janeiro. Mit dem Klub konnte er in der Saison noch die Série A gewinnen (13 Spiele, kein Tor). In der Folgesaison 2010 kam er nur noch zu zwei Spielen in der Meisterschaft und verließ im Anschluss den Klub. Danach tingelte er bis 2018 durch unterklassige Klubs und beendete dann seine aktive Laufbahn.

## Erfolge
Goiás
- Série B: 1999

Zaragosa
- Copa del Rey: 2003/04
- Supercopa de España: 2004

Internacional
- Copa Sudamericana: 2008
- Staatsmeisterschaft von Rio Grande do Sul: 2009

Flamengo Rio de Janeiro
- Campeonato Brasileiro de Futebol: 2009